# Raúl Vates Puig
Raúl Vates Puig (Barcelona, 28 de febrer de 1981) és un futbolista català, que ocupa la posició de migcampista.

## Trajectòria
Va sorgir del planter del RCD Espanyol. Va arribar a debutar a primera divisió amb els pericos, tot jugant quatre partits de la temporada 01/02.
A partir d'ací, la carrera del migcampista va continuar per equips de divisions inferiors: Los Palacios, FC Barcelona B, Cornellà (04/05), AE Prat (05/06), Barbastre (06/07), La Pobla de Mafumet (07/09, filial del Nàstic de Tarragona) i Sporting Maonès (09/...). CD Alcanar.